# گذر خلیل ده‌مرده
گذر خلیل ده‌مرده نام یک مجموعه تلویزیونی ایرانی است که در سال ۱۳۵۲ و به کارگردانی «محمود استادمحمد» ساخته شد و از تلویزیون ملی ایران پخش گردید.

## خلاصه داستان
خلیل ده‌مرده نام یک جوانمرد و لوطی نیک‌نفس است که به معنی واقعی کلمه انسان است. داستان این سریال اما، بیشتر دربارهٔ پسر او «عباس ده‌مرده» است که تمام خصوصیات نیکوی پدر را به ارث برده و می‌خواهد همچون او، مقابل کژی‌ها و ناراستی‌ها بایستد و حامی مظلومان و نیازمندان باشد. مردانگی و انسانیت عباس باعث می‌شود هرکس در هر شرایطی، مشکلات زندگی خود را با او در میان بگذارد و او گره‌گشای مشکلات افراد آن گذر باشد.

## بازیگران
- جمشید مشایخی
- اکبر مشکین
- توران مهرزاد
- محمد مطیع
- سعید امیرسلیمانی
- آهو خردمند
- بهروز به‌نژاد
- خسرو شکیبایی